# Line Brun Stallknecht
Line Brun Stallknecht (tidligere: Pedersen) er en dansk tidligere landsholdsrytter, der er verdensmester i mountainbike-orientering (MTBO).
Hun har deltaget i tre verdensmesterskaber (VM) i 2007, 2008 og 2010 og ét europamesterskab (EM) i 2009. Ved disse mesterskaber vandt hun foruden guldmedaljen endnu en VM-medalje og to EM-medaljer.
Line Brun Stallknecht cyklede MTBO for FIF Hillerød Orientering og før det for Ballerup OK.

## Resultater i MTBO

### VM
Line Brun Stallknecht vandt mesterskabstitlen ved verdensmesterskabet i MTBO i Portugal i 2010, idet hun som anden-rytter på stafetten vandt guld sammen med Ann-Dorthe Lisbygd og Rikke Kornvig.
Ved VM i Polen i 2008 vandt Line Brun Stallknecht en bronzemedalje på den individuelle langdistance.

### EM
Ved europamesterskabet i Danmark (2009) vandt Line Brun Stallknecht en sølvmedalje på sprintdistancen.
På stafetten, hvor hun var anden-rytter, vandt hun bronze sammen med Nina Hoffmann og Rikke Kornvig.

### DM
Line Brun Stallknecht har vundet tre bronzemedaljer ved danmarksmesterskabet (DM) i MTBO.
I 2007 og i 2011, hvor hun var holdt på landsholdet, vandt hun bronze på langdistancen.
Herudover vandt Line Brun Stallknecht bronze på stafetten i 2010.
Medaljeoversigt ved danske mesterskaber
2011
- Bronze, MTBO - Lang (Gribskov Søskoven og Mårum)

2010
- Bronze, MTBO – Stafet (Lystrup)

2007
- Bronze, MTBO - Lang (Rold skov)